# Enrico Marini (fumettista)

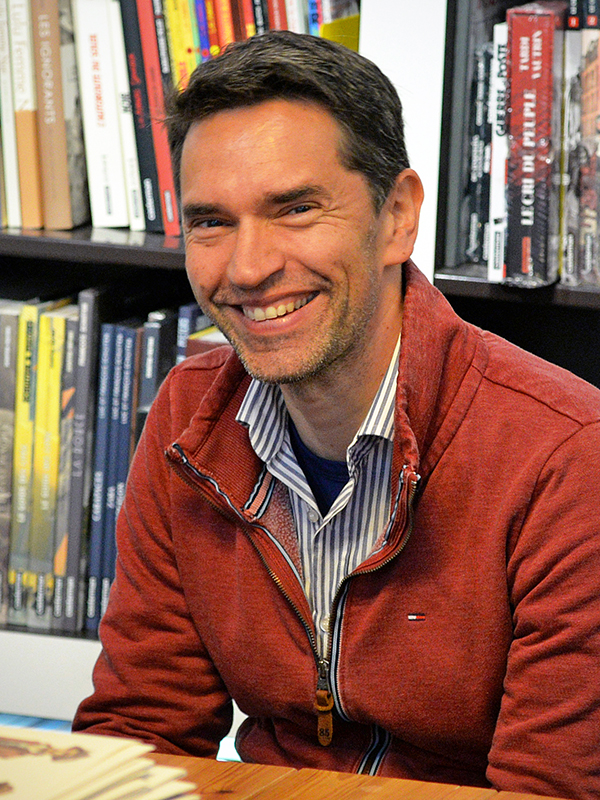
Enrico Marini, nel 2014.

Enrico Marini (13 agosto 1969) è un fumettista italiano.

## Biografia
Autore italiano nato in Svizzera, lavora principalmente in Francia.
Studia grafica presso la scuola di belle arti di Basilea. Nel 1987 debutta in campo fumettistico partecipando al concorso per nuovi talenti del Festival de la bande dessiné di Sierre. Qui viene notato da un giornalista che lo presenta alla casa editrice Alpen Publisher.
Disegna una prima storia intitolata La colombe de la place rouge e poi inizia a pubblicare sulla Tribune de Genève.
Dal 1990 al 1993 realizza quattro volumi della serie Un dossier d'Oliver Varese.
Nel 1992 inizia a disegnare la serie di Gipsy sui testi di Thierry Smolderen e ne pubblica sei volumi.
Dall'incontro con Desberg nasce una storia western intitolata La stella del deserto grazie alla quale vince in premio Betty Boop al Festival de Hyeres per la migliore grafica nel 1996 e il premio Association libraires de la bande dessiné al Festival di Angoulême nel 1997.
Lo scorpione è il titolo dell'ultima serie messa in cantiere da Marini con i testi di Desberg a partire dal 2000.
Dal 1998 al 2003 realizza quattro albi della serie Rapaces ("Rapaci") su sceneggiatura di Jean Dufaux di genere horror incentrato su dei moderni vampiri.
Nel 2007 dà il via alla serie Les Aigles de Rome ("Le Aquile di Roma"), le cui vicende hanno inizio nell'11 a.C., tradotta in Italia dalla Panini Comics a partire dal 2014.
Nel 2017 realizza una storia in due parti di Batman (DC Comics) pubblicata in due album in formato franco-belga da Dargaud.
Tra il 2021 e il 2022 pubblica sempre con Dargaud Noir Burlesque ("Noir Burlesque") omaggio fumettistico in due albi al cinema noir americano degli anni '50

## Stile
Con gli anni Marini ha maturato uno stile personale e facilmente riconoscibile in grado di trasmettere con efficacia le atmosfere dei luoghi e delle epoche in cui sono ambientate le sue opere: da un lato, lo stile di Marini risalta grazie all'accuratezza storica delle ambientazioni e dei dettagli visivi e, dall'altro, è altresì caratterizzato da libertà artistiche relative alla narrazione di eventi che non sono realmente accaduti o che si sono svolti in maniera differente.
Tutto ciò è pienamente visibile nelle serie intitolate Le Aquile di Roma e Lo scorpione. La prima è una storia ambientata nell'epoca di Cesare Augusto e riprodotta in maniera verosimile, mentre la seconda è un racconto di genere "cappa e spada" che ha luogo nella Roma della metà del XVIII secolo.
La tecnica utilizzata dall'artista, perfezionata nel tempo a partire dalla serie Gipsy, è quella del colore diretto solitamente tramite acrilici liquidi, che conferisce alle sue tavole una potenza cromatica di forte impatto: le tavole disegnate sono inchiostrate a china e successivamente colorate direttamente a pennello. Esse, sono poi digitalizzate e completate di balloon e testi.
La scelte registiche, come inquadrature di stampo cinematografico, look dei personaggi e ambientazioni, combinate ai particolari cromatismi degli albi del fumettista distinguono questo artista come uno dei più ammirati della sua generazione.

## Opere

### Un dossier d'Oliver Varese
Fumetto inedito in Italia
1. 1990: La colombe de la place Rouge, disegni, sceneggiatura di Marelle, Alpen Publishers
2. 1992: Bienvenue à Kokonino World, disegni, sceneggiatura di Thierry Smolderen, Alpen Publishers
3. 1992: Raid sur Kokonino World, disegni, sceneggiatura di Thierry Smolderen, Alpen Publishers
4. 1993: Le parfum du magnolia, disegni, sceneggiatura di Georges Pop, Alpen Publishers

### Gipsy
Fumetto edito in Italia da Panini Comics.
1. 1993: L'étoile du Gitan, disegni, sceneggiatura di Thierry Smolderen, Alpen Publishers
2. 1994: Les feux de Sibérie, disegni, sceneggiatura di Thierry Smolderen, Les Humanoïdes Associés
3. 1995: Le jour du Tsar, disegni, sceneggiatura di Thierry Smolderen, Les Humanoïdes Associés
4. 1997: Les yeux noirs, disegni, sceneggiatura di Thierry Smolderen, Dargaud
5. 1999: L'aile blanche, disegni, sceneggiatura di Thierry Smolderen, Dargaud
6. 2002: Le rire Aztèque, disegni, sceneggiatura di Thierry Smolderen, Dargaud

### La stella del deserto
Fumetto edito in Italia da Panini Comics in un unico volume che contiene l'edizione integrale del fumetto.
1. 1996: L'Étoile du désert T.1, disegni, sceneggiatura di  Stephen Desberg, Dargaud
2. 1996: L'Étoile du désert T.2, disegni, sceneggiatura di  Stephen Desberg, Dargaud
3. 1999: Carnet de Croquis, disegni, sceneggiatura di  Stephen Desberg, Dargaud

### Les Héritiers du Serpent
- 1998 : Les Héritiers du Serpent, disegni, sceneggiatura di  Exem, Suzanne Hurter (Inedito in Italia)

### Rapaces
Fumetto edito in Italia da Panini Comics in due volumi pubblicati nel 2012 con il titolo di Rapaci.
1. 1998: Rapaces 1, disegni, sceneggiatura di Jean Dufaux, Dargaud
2. 2000: Rapaces 2, disegni, sceneggiatura di Jean Dufaux, Dargaud
3. 2001: Rapaces 3, disegni, sceneggiatura di Jean Dufaux, Dargaud
4. 2003: Rapaces 4, disegni, sceneggiatura di Jean Dufaux, Dargaud

### Lo scorpione
Fumetto edito in Italia da Panini Comics in cinque volumi tra il 2011 e il 2015.
1. 2000: La marque du diable, disegni, sceneggiatura di Stephen Desberg, Dargaud
2. 2001: Le secret du Pape, disegni, sceneggiatura di Stephen Desberg, Dargaud
3. 2002: La croix de Pierre, disegni, sceneggiatura di Stephen Desberg, Dargaud
4. 2004: Le Démon au Vatican, disegni, sceneggiatura di Stephen Desberg, Dargaud
5. 2004: La vallée sacrée, disegni, sceneggiatura di Stephen Desberg, Dargaud
6. 2005: Le trésor du Temple, disegni, sceneggiatura di Stephen Desberg, Dargaud
7. 2006: Au Nom du Père, disegni, sceneggiatura di Stephen Desberg, Dargaud
8. 2007: Le procès scorpion, disegni, sceneggiatura di Stephen Desberg, Dargaud
9. 2008: L'ombre de l'ange, disegni, sceneggiatura di Stephen Desberg, Dargaud
10. 2010: Le masque de la vérité, disegni, sceneggiatura di Stephen Desberg, Dargaud
11. 2012: Au nom du fils, disegni, sceneggiatura di Stephen Desberg, Dargaud

### Le Aquile di Roma
1. 2007: Volume I, sceneggiatura e disegni, Dargaud (Panini Comics, 2014)
2. 2009: Volume II, sceneggiatura e disegni, Dargaud (Panini Comics, 2014)
3. 2011: Volume III, sceneggiatura e disegni, Dargaud (Panini Comics, 2014)
4. 2013: Volume IV, sceneggiatura e disegni, Dargaud (Panini Comics, 2014)
5. 2016: Volume V, sceneggiatura e disegni, Dargaud (Panini Comics, 2016)

### Batman
1. 2017 Volume 1, sceneggiatura e disegni, co-produzione DCComics e Dargaud
2. 2018 Volume 2, sceneggiatura e disegni, co-produzione DCComics e Dargaud